# Stadion (gara di corsa)

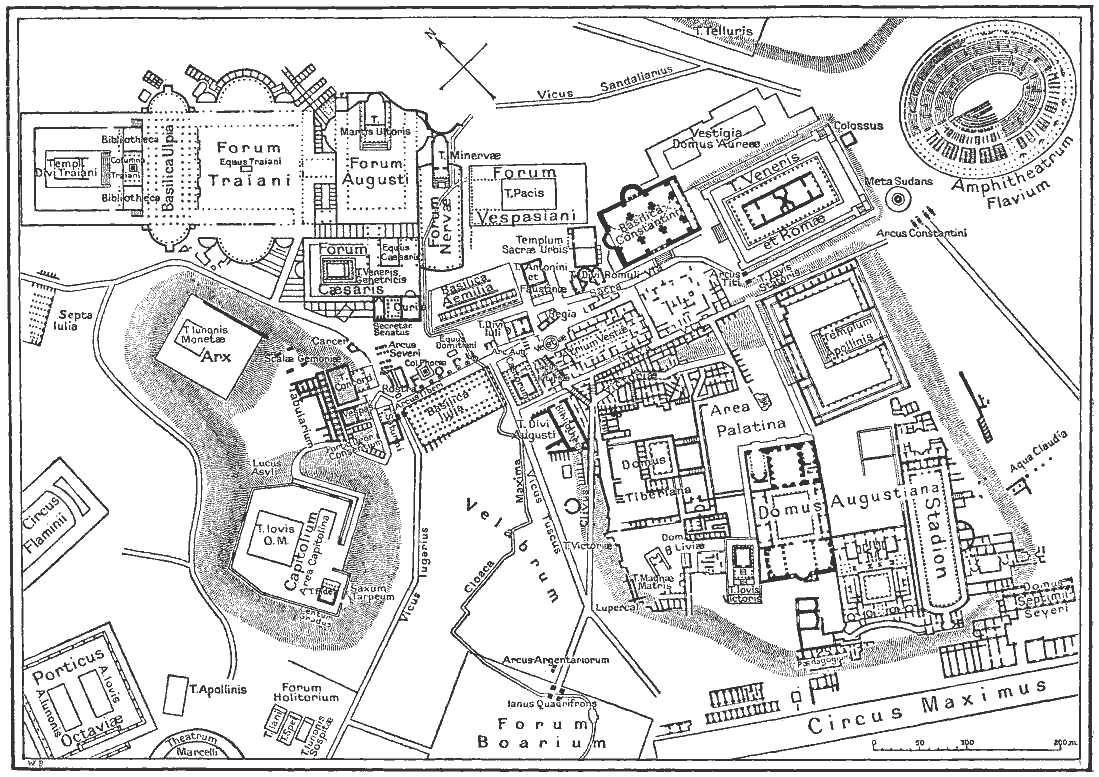
Mappa della Roma imperiale con lo stadion (a destra)

Lo stadion (o stadio) era un'antica gara di corsa, parte dei Giochi Olimpici e dei Giochi panellenici.

## Descrizione
Lo stadion prendeva il nome dall'edificio nel quale si svolgeva, anch'esso chiamato stadion. Il termine divenne stadium in latino, che divenne a sua volta stadio in italiano. Esistevano altri tipi di gare di corsa, ma lo stadion era la più prestigiosa; il vincitore veniva spesso considerato come il vincitore degli interi Giochi e per secoli l'Olimpiade prendeva il nome del vincitore della corsa dello stadion, il quale doveva accendere il fuoco dei Giochi successivi. Anche se come evento separato, lo stadion faceva anche parte del pentathlon antico.
Ai Giochi olimpici lo stadion, inteso come edificio, era abbastanza grande – la pista era larga circa 29 metri – da contenere venti concorrenti, e la gara consisteva essenzialmente in uno sprint su un rettilineo di 192,28 metri. La gara iniziava con uno squillo di tromba, e c'erano dei giudici (agonothetes) ai blocchi di partenza per assicurarsi che non ci fossero false partenze; c'erano anche dei giudici sulla linea di arrivo per stabilire il vincitore ed accertarsi che nessuno avesse barato (se i giudici decidevano per un pari merito, la gara veniva ridisputata). Si correva su sabbia e sia la linea di partenza sia quella di arrivo erano contrassegnate da soglie di pietra. I corridori partivano in posizione eretta, probabilmente con le braccia stese in avanti, invece che dalla posizione rannicchiata dei corridori moderni.
Attualmente stadion è una misura che si corre in atletica leggera per commemorare l'antica gara di velocità, ma sulla distanza di 185 metri.